# Afrophaxas decipiens
Afrophaxas decipiens is een tweekleppigensoort uit de familie van de Pharidae. De wetenschappelijke naam van de soort werd in 1904 als Cultellus decipiens gepubliceerd door Edgar Albert Smith.